# Francis Joseph
Francis Joseph (Londra, 6 marzo 1960 – 18 novembre 2022) è stato un calciatore inglese, di ruolo attaccante.

## Biografia
Suo fratello minore Roger è stato a sua volta un calciatore professionista.

## Carriera
Dopo aver giocato per alcuni anni nelle giovanili di vari club semiprofessionistici dell'area metropolitana di Londra esordisce tra i professionisti all'età di 20 anni nella stagione 1980-1981 con il Wimbledon FC, club della quarta divisione inglese; con i Dons conquista una promozione in terza divisione, a cui segue una nuova retrocessione in quarta divisione al termine della stagione 1981-1982; Joseph trascorre inoltre le estati del 1981 e del 1982 in prestito rispettivamente ad Honka e JJK, due club della prima divisione finlandese. Successivamente si trasferisce al Brentford, con cui tra il 1982 ed il 1987 gioca per un lustro in terza divisione, realizzando 40 reti in 110 presenze in questa categoria.
Nella parte finale della stagione 1986-1987 trascorre due periodi in prestito rispettivamente al Wimbledon (che nel frattempo era stato promosso in prima divisione, categoria nella quale Joseph segna un gol in 5 presenze) ed all'HJK, nuovamente nella prima divisione finlandese. Nell'estate del 1987 il Brentford lo cede a titolo definitivo al Reading, con cui Joseph nella stagione 1987-1988 realizza 2 reti in 11 presenze nella seconda divisione inglese; conclude però la stagione con due periodi in prestito, prima ai Bristol Rovers (3 presenze in terza divisione) e successivamente all'Aldershot (10 presenze e 2 reti in quarta divisione). Nell'estate del 1988 va a giocare in terza divisione allo Sheffield Utd allenato da Dave Bassett, suo ex allenatore negli anni al Wimbledon; dopo 3 reti in 13 presenze viene ceduto a stagione in corso al Gillingham, con cui nella seconda metà del campionato di terza divisione mette a segno una rete in 18 presenze. Gioca in questa categoria anche nella stagione 1989-1990, prima al Crewe Alexandra (16 presenze e 2 reti) e poi al Fulham (4 presenze). In seguito gioca in Belgio con il Genk, negli Stati Uniti con i T.B. Rowdies, nella quarta divisione inglese con il Barnet (una sola presenza, nel 1991) e con vari club semiprofessionistici inglesi, ritirandosi definitivamente nel 1995, all'età di 35 anni.